# Карпенко, Василий Григорьевич
Василий Григорьевич Карпенко  (1910—1944) — Герой Советского Союза (1944), заместитель командира стрелкового батальона по политической части 843-го стрелкового полка 238-й стрелковой дивизии 50-й армии 2-го Белорусского фронта, гвардии капитан.

## Биография
Родился 19 декабря 1909 (1 января 1910 года по новому стилю) года на хуторе Фроло-Егоров Цимлянского района Ростовской области (ныне два разных хутора —  Фролов и Егоров — в Волгодонском районе) в крестьянской семье. Украинец. 
Образование неполное среднее. В 1928—1941 годах трудился в местном колхозе, затем в Новошахтинске на шахте имени ОГПУ и в городе Шахты Ростовской области. Член ВКП(б) с 1931 года.
В Красную Армию призван в 1941 году Новошахтинским горвоенкоматом Ростовской области. Участник Великой Отечественной войны с июня 1941 года. Сражался с гитлеровскими оккупантами на Юго-Западном, Западном, Северо-Западном, Белорусском, 1-м и 2-м Белорусских фронтах.
Заместитель командира стрелкового батальона по политической части гвардии капитан Василий Карпенко особо отличился при форсировании рек Днепр и Проня, освобождении города Могилёва. В июне 1944 года Карпенко В.Г. руководил переправой войск через Днепр. На захваченном плацдарме подразделения советских войск под командованием отважного замполита отбили контратаки неприятеля и перешли в наступление. Во главе 5-й стрелковой роты Василий Карпенко первым ворвался в Могилёв и вёл уличный бой до полного освобождения города, который был взят 28 июня 1944 года.
В. Г. Карпенко был тяжело ранен ночью 21 июля 1944 года, получив слепое пулевое проникающее ранение в живот, и скончался от ран в хирургическом подвижно-полевом госпитале в 2 часа 30 минут 22 июля 1944 года. 
Похоронен в местечке Смиловичи Минской области Червенского района Белорусской ССР на местном кладбище в могиле № 3.

## Награды
- Указом Президиума Верховного Совета СССР от 24 марта 1945 года за образцовое выполнение боевых заданий командования на фронте борьбы с немецко-фашистскими захватчиками и проявленные при этом мужество и героизм гвардии капитану Карпенко Василию Григорьевичу посмертно присвоено звание Героя Советского Союза.
- Награждён орденом Ленина, орденом Красной Звезды.

## Память
- На административном здании шахты имени В.И. Ленина в городе Шахты в честь Карпенко В. Г. установлена мемориальная доска.